# 高森警察署
高森警察署（たかもりけいさつしょ）は、熊本県警察所管の警察署である。

## 所管区域
- 阿蘇郡
  - 高森町
  - 南阿蘇村

## 所在地
- 熊本県阿蘇郡高森町大字高森1432番地
- 最寄バス停:産交バス「下森山」バス停

## 駐在所
| 名称         | 読み       | 所在地                          |
| ------------ | ---------- | ------------------------------- |
| 立野駐在所   | たての     | 阿蘇郡南阿蘇村大字立野1545番地1 |
| 長陽駐在所   | ちょうよう | 阿蘇郡南阿蘇村大字河陽2891番地5 |
| 白水駐在所   | はくすい   | 阿蘇郡南阿蘇村大字吉田1436番地  |
| 久木野駐在所 | くぎの     | 阿蘇郡南阿蘇村大字河陰485番地2  |
| 野尻駐在所   | のじり     | 阿蘇郡高森町大字津留39番地2     |